# Wilson Muruli Mukasa

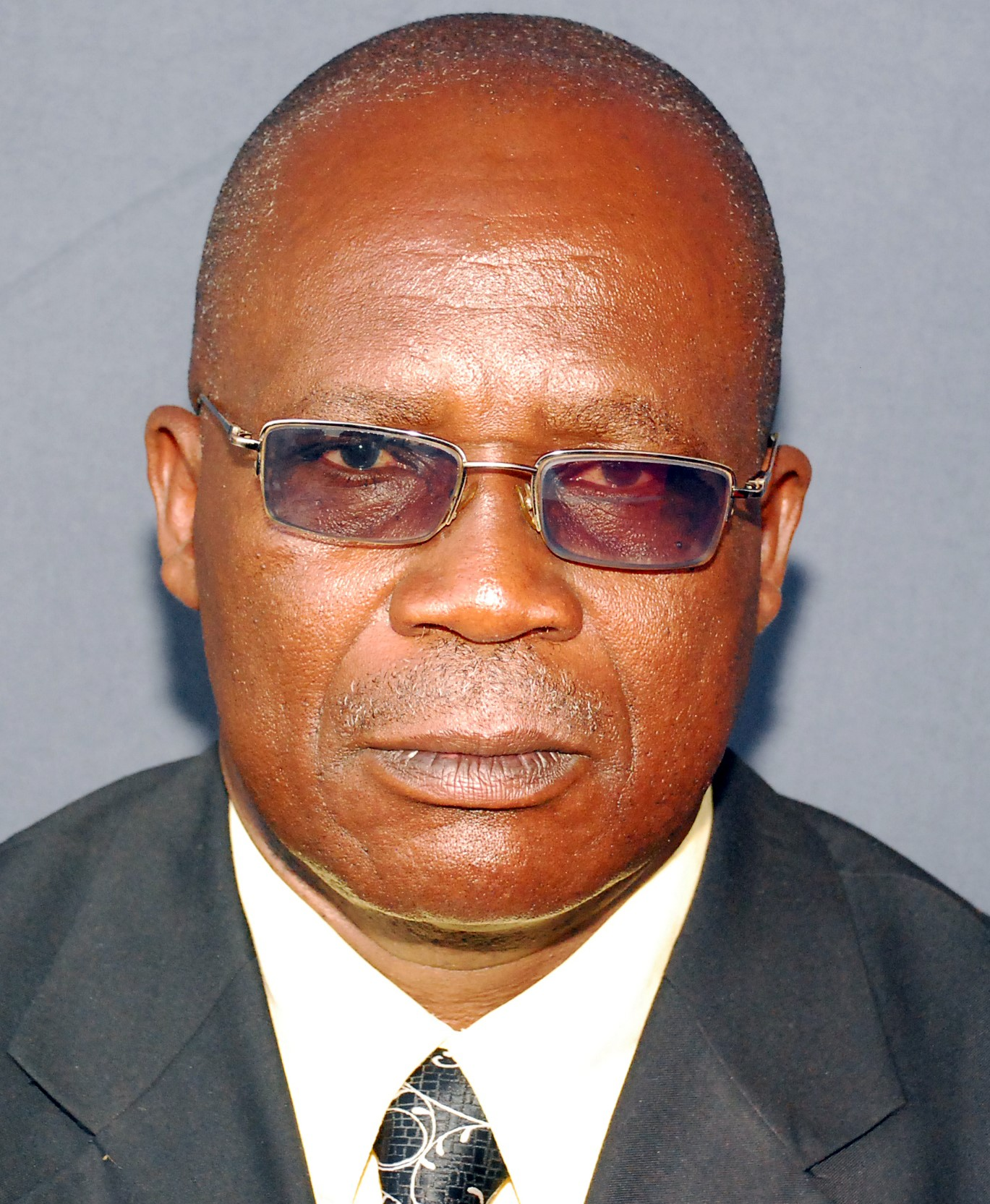
Wilson Muruli Mukasa, 2011

Wilson Muruli Mukasa (* 7. Mai 1952) ist ein ugandischer Politiker der National Resistance Movement (NRM).

## Leben
Wilson Muruli Mukasa arbeitete nach dem Schulbesuch zwischen 1969 und 1972 als Angestellter bei der Stirling Astau Company und begann daneben 1971 ein Lehramtsstudium an der Makerere-Universität, das er 1975 mit einem Bachelor of Arts (B.A. Education) abschloss. Im Anschluss war er zwischen 1975 und 1985 als Lehrer tätig und zuletzt zwischen 1983 und 1985 als kommissarischer Schulleiter der Sekundarschule im Distrikt Nakasongola. Nach dem Sturz von Staatspräsident Milton Obote am 27. Juli 1985 durch den von den Generalen Bazilio Olara Okello und Tito Okello angeführten Militärputsch wurde er als Lehrer entlassen. Nach der Machtübernahme von Yoweri Museveni am 26. Januar 1986 war er zunächst Mitarbeiter im Präsidialamt und anschließend von 1987 bis 1988 Sicherheitsmitarbeiter im Sheraton Hotel. Während dieser Zeit erwarb er 1987 in Libyen ein Zertifikat im Hotelmanagement und war nach einer kurzzeitigen Tätigkeit von 1988 bis 1989 im Büro des residierenden Distriktkommissars von Luweero als Hotelmanager tätig.
1996 übernahm Mukasa im Kabinett von Premierminister Kintu Musoke das Amt als Sicherheitsminister (Minister of Security) und bekleidete dieses auch in der nachfolgenden Regierung von Premierminister Apolo Nsibambi bis 2003. 2011 wurde er für das National Resistance Movement (NRM) von Staatspräsident Museveni erstmals zum Mitglied des Parlaments von Uganda gewählt und vertritt in diesem seither den Wahlkreis Budyebo County, der im Distrikt Nakasongola in der Zentralregion liegt. In den Regierungen der Premierminister Amama Mbabazi und Ruhakana Rugunda fungierte er zwischen 2011 und 2015 abermals als Sicherheitsminister und danach zwischen März 2015 und Juni 2016 als Minister für Arbeit und soziale Entwicklung (Minister of Labour and Social Development), ehe er im Zuge einer neuerlichen Entwicklung im Juni 2016 das Amt als Minister für den öffentlichen Dienst (Minister of Public Service) übernahm.

## Weblink
- Biografie auf der Homepage des Parlaments von Uganda

| Personendaten    | Personendaten         |
| ---------------- | --------------------- |
| NAME             | Mukasa, Wilson Muruli |
| KURZBESCHREIBUNG | ugandischer Politiker |
| GEBURTSDATUM     | 7. Mai 1952           |